# Charles A. Beard

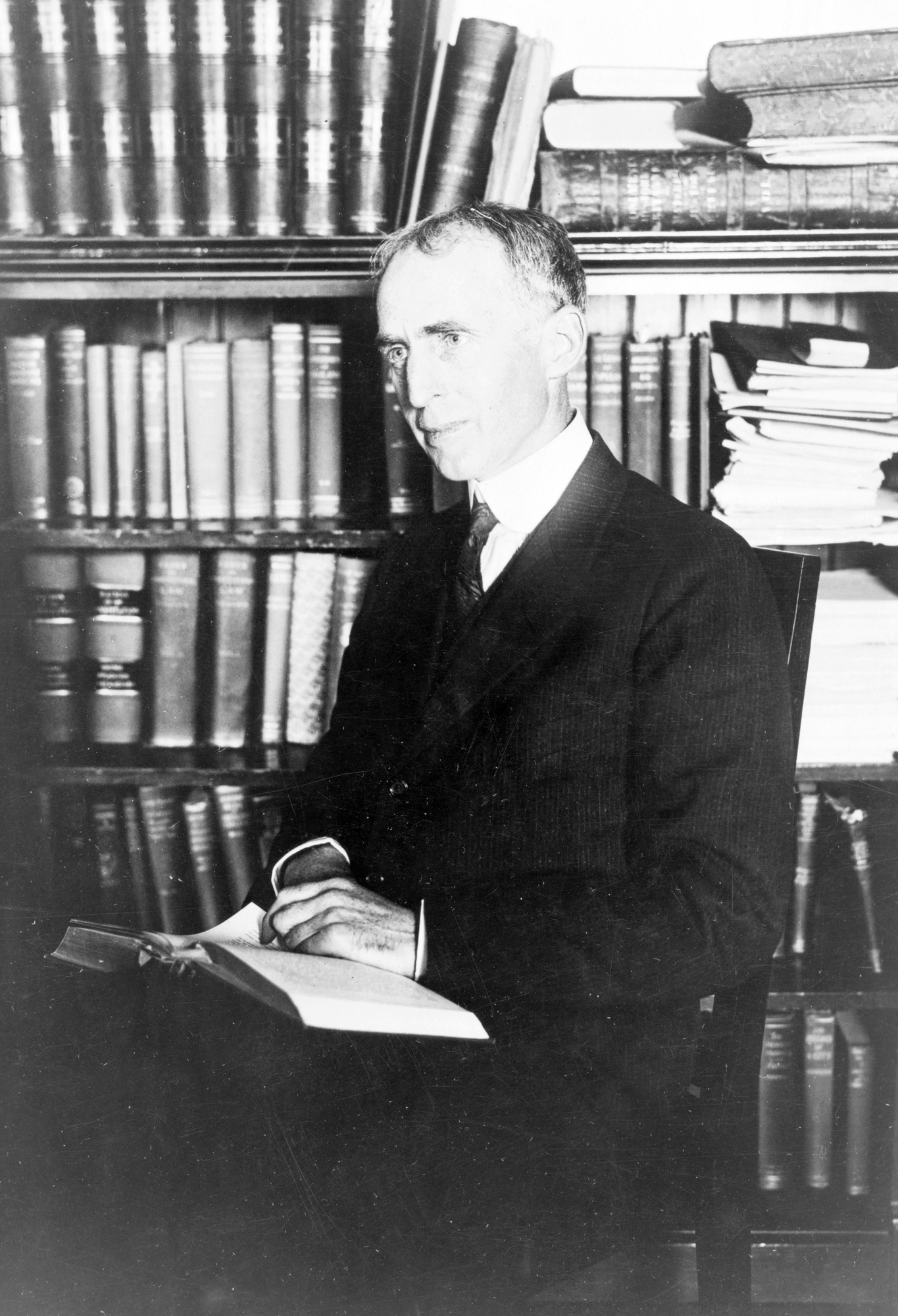
Charles Austin Beard (1923)

Charles Austin Beard (* 27. November 1874 in Knightstown, Indiana; † 1. September 1948 in New Haven) war ein US-amerikanischer Historiker und Politikwissenschaftler. Er gilt als einer der angesehensten amerikanischen Historiker der ersten Hälfte des 20. Jahrhunderts.

## Leben
Beard stammte aus einer wohlhabenden Familie mit Quaker-Hintergrund. Zunächst betrieb er mit seinem Bruder vier Jahre lang die Wochenzeitung Sun in der Heimatstadt Knightstown. Anschließend studierte er bis 1898 an der DePauw University. Am 8. März 1900 heiratete er die Historikerin Mary Ritter. Aus der Ehe gingen zwei Kinder und mehrere gemeinsame Publikationen hervor. Nach einem Auslandsaufenthalt an der University of Oxford, wo er sich für die Ideen eines reformerischen Sozialismus begeisterte, erlangte er den Ph.D. 1904 an der Columbia University, wo er anschließend bis 1917 als lecturer, seit 1915 als Professor für Politik, lehrte.
Seinen Ruf als provokativer „new historian“ verdankte er seinem 1913 erstmals veröffentlichten Buch An Economic Interpretation of the Constitution of the United States. Beard selbst war 1917 ein leidenschaftlicher Befürworter eines Kriegseintritts der USA – eine Position, die er erst in den 1920er Jahren revidierte. Dessen ungeachtet setzte er sich für zwei wegen ihrer „unpatriotischen“ Haltung entlassene Kollegen an der Columbia University ein und legte im Streit mit der Universitätsleitung wegen der Beschränkung der Lehrfreiheit im Oktober 1917 seine Professur nieder. Damit kündigte sich bereits an, dass er in späteren Jahren bei allem Ansehen zu einem der umstrittensten Publizisten des Landes avancieren würde. Die Beards zogen sich aufs Land zurück. In Connecticut betätigte sich Beard als erfolgreicher Milchfarmer, der auf seinem Weideland fast 300.000 Liter Milch im Jahr produzierte.
Kürzere akademische Verpflichtungen nahm Beard weiter an, eine Dauerstellung als Professor jedoch nicht mehr: 1919 beteiligte er sich an der Gründung der New School for Social Research in New York. Aus einer Japan-Reise gingen 1923 unter dem Titel The Administration and Politics of Tokyo Empfehlungen zum Wiederaufbau Tokios hervor, das vom Großen Kantō-Erdbeben 1923 weitgehend zerstört war. Sein Ansehen unter Politologen brachte ihm 1926 die Präsidentschaft der American Political Science Association (APSA) ein, 1933 folgte das Präsidentenamt der American Historical Association (AHA). In der Zwischenzeit wirkte er 1927–28 als Berater der Regierung Jugoslawiens in Belgrad. 1936 wurde er zum Mitglied der American Philosophical Society und 1939 der American Academy of Arts and Letters gewählt.

## Werk
Beard konzentrierte sich in seinen Arbeiten zur Geschichte der Vereinigten Staaten auf die Auswirkungen wirtschaftlicher Entwicklung auf Politik und Gesellschaft. Sein bekanntestes Werk ist An Economic Interpretation of the Constitution of the United States (1913). Es war grundlegend für eine „progressive“ Geschichtsschreibung, die, vor dem Hintergrund der Reformbewegung des „progressivism“ (Progressivismus) in den Vereinigten Staaten ihre Wirkung entfaltete. Darin betrachtete Beard die wirtschaftlichen Interessen der Urheber („Gründerväter“) der Verfassung der Vereinigten Staaten und suchte dabei seine These zu belegen, die Verfassung sei das Ergebnis wirtschaftlich geprägter Motivationen von Mitgliedern der sozialen Klasse der Grundbesitzer sowie anderer, von „personalty interest“ bestimmten Besitzgruppen.
Beard, zweimal hintereinander zum Präsidenten der American Historical Association gewählt, repräsentierte den Typus des engagierten Historikers. Die Arbeit des Historikers, so seine vor der AHA vorgetragene These, beruhe ungeachtet aller im Umgang mit den Quellen gebotenen Sorgfalt, auf einem Glaubensakt. “As a pragmatist, he regarded the mind of the historian as an instrument that, in serving the owner’s needs, reshapes and necessarily violates the external reality of history.” Eine solche Sichtweise brachte ihm zahlreiche Kritiker ein, auch in der deutschen Geschichtswissenschaft: „Was Beard tat, war in Wirklichkeit eine nihilistische Entleerung der Geschichte ihres tatsächlichen Gehalts, dem die Geschichtsschreibung natürlich verpflichtet bleibt.“
Zunächst ein Unterstützer des New Deal, wandte er sich aus außenpolitischen Erwägungen gegen Franklin D. Roosevelt. Denn anders als während des Ersten Weltkrieges lehnte Beard das amerikanische Engagement im Zweiten Weltkrieg als imperialistisch ab. In American Foreign Policy in the Making 1932–1940 warf er Roosevelt kriegsvorbereitende Politik vor. Später lehnte er in President Roosevelt and the Coming of the War, 1941 die offizielle Darstellung des Angriffs auf Pearl Harbor ab und vertrat die These, die USA hätten Japan in den Krieg hineingetrieben. Er befürwortete eine isolationistischere Politik und eine Beschränkung auf den amerikanischen Kontinent.

## Schriften
- The industrial revolution. Swan Sonnenschein & Co., London 1901 (Digitalisat).
- The Office of Justice of the Peace in England: In its Origin and Development. Columbia University Press, New York 1904 (Digitalisat).
- mit James Harvey Robinson: The Development of Modern Europe. An Introduction to the Study of Current History. Ginn & Company, New York 1907.
- An Economic Interpretation of the Constitution of the United States. Macmillan, New York 1913 (online).
- mit James Harvey Robinson: Outlines of European History. Band 2: From the Seventeenth Century to the Present Time. Ginn and Company, Boston u. a. 1914 (Digitalisat).
- Contemporary American History 1877–1913. New York 1914.
- Economic Origins of Jeffersonian Democracy. Macmillan, New York 1915 (online).
- mit James Harvey Robinson: History of Europe: Our Own Times. The Eighteenth and Nineteenth Centuries, the Opening of the Twentieth Century and the World War. Ginn and Company, Boston u. a. 1921 (Digitalisat).
- History of the United States. 2 Bände, 1921.
- The Administration and Politics of Tokyo. A Survey and Opinions. Macmillan, New York 1923 (online).
- mit Mary Ritter Beard: The Rise of American Civilization. 2 Bände, Macmillan, New York 1927.
- A Century of Progress. Harper & Bros., Chicago 1932.
- The Myth of Rugged American Individualism. John Day Co., New York 1932.
- mit Marry Ritter Beard: The American Spirit. A Study of the Idea of Civilization in the United States. New York 1942.
- mit Marry Ritter Beard: A Basic History of the United States. New York 1944.
- American Foreign Policy in the Making 1932–1940. A Study in Responsibilities. Yale University Press, New Haven 1946.
- President Roosevelt and the Coming of the War, 1941. A Study in Appearances and Realities. Yale University Press, New Haven 1948.